# Lăcusteni
Lăcusteni est une commune du județ de Vâlcea en Roumanie.